# Mugã (Chenarã)
Mugã ou Mogã (em persa: مغان; romaniz.: Moghan ou Mughan) é uma localidade do Irã na província de Coração Razavi, condado de Chenarã, distrito Central. Segundo censo de 2006, havia 467 pessoas e 111 famílias.